# Бежин (Нижньосілезьке воєводство)
Бежин (пол. Bierzyn) — село в Польщі, у гміні Стшелін Стшелінського повіту Нижньосілезького воєводства.
Населення — 232 особи (2011).
У 1975-1998 роках село належало до Вроцлавського воєводства.

## Демографія
Демографічна структура станом на 31 березня 2011 року:
|          | Загалом | Допрацездатний вік | Працездатний вік | Постпрацездатний вік |
| -------- | ------- | ------------------ | ---------------- | -------------------- |
| Чоловіки | 119     | 26                 | 79               | 14                   |
| Жінки    | 113     | 27                 | 62               | 24                   |
| Разом    | 232     | 53                 | 141              | 38                   |